# Jozef Vliers
Jozef Vliers (Tongeren, 18 dicembre 1932 – 19 gennaio 1994) è stato un allenatore di calcio e calciatore belga, di ruolo attaccante.

## Carriera
Fu capocannoniere del campionato belga nel 1958.

## Palmarès

### Giocatore

#### Competizioni nazionali
- Campionato belga: 2

Standard Liegi: 1960-1961, 1962-1963
- Coppa del Belgio: 1

Standard Liegi: 1965-1966

### Allenatore

#### Competizioni internazionali
- Coppa Piano Karl Rappan: 1

Anversa: 1977